# Peruanische Proteste 2022–2023
Seit Dezember 2022 gibt es in Peru Proteste unter anderem der Anhänger des abgesetzten und inhaftierten Präsidenten Pedro Castillo gegen die Regierung. Die Proteste wurden von der Regierung gewaltsam unterdrückt, es gab bisher mehr als 60 Tote.

## Hintergrund
Als Teil des kolonialisierten Lateinamerikas hat Peru eine lange Geschichte von internen Konflikten.
Für die jetzigen Proteste, die stark mit der indigenen Bevölkerung und ihrer Unterdrückung verbunden sind, könnte der Putsch 1968 gegen die Regierung von Fernando Belaúnde Terry von größter Relevanz sein. Die Militärregierung zwischen 1968 und 1975 unter General Juan Velasco Alvarado, die als linksnationalistisch eingestuft werden könnte, hat zum ersten Mal die meistgesprochene Indigenensprache (Quechua) zu einer Amtssprache erhoben. Sie hat sich für ein Landreform eingesetzt als auch für eine Nationalisierung der Bodenschätze und Schlüsselindustrien und eine Bildungsreform.
1975 wurde diese Militärregierung von einem weiteren Putsch gestürzt. Die neue Militärregierung unter General Francisco Morales Bermúdez unterstützte die Operation Condor, die mit Unterstützung der Vereinigten Staaten linke politische und oppositionelle Kräfte weltweit verfolgte und tötete.
1980 fing der Bewaffneter Konflikt in Peru an. Die Militärregierung geriet durch finanzielle Probleme unter Druck und rief in diesem Jahr Wahlen aus. Fernando Belaúnde Terry wurde wieder gewählt. Er näherte Peru wieder an die Vereinigten Staaten an. Während seiner fünf Jahre im Amt sanken die Einkommen, Perus Auslandsschulden stiegen. Seiner Regierung wurden zahlreiche Menschenrechtsverstöße vorgeworfen. Schon vor den Wahlen entschieden sich Guerilla-Gruppen, vor allem die Gruppen Sendero Luminoso und Movimiento Revolucionario Túpac Amaru, für einen Waffenkampf, der mancher Ansichten nach bis 2000 andauerte, manchen anderen Ansichten nach bis 1992.
1990 wurde Alberto Fujimori zum Präsidenten gewählt. 1992 wurden verfassungsmäßigen Rechte außer Kraft gesetzt, was in manchen Quellen als (Selbst-)Putsch bezeichnet wird. Damit fing ein intensiver Kampf gegen die marxistische Guerilla an. Auch politische Gegner Fujimoris, die keine Verbindung mit der Guerilla hatten, wurden verfolgt. Die Medien wurden unter Kontrolle der Armee gesetzt. 1995 wurde Fujimori mit großer Mehrheit wieder gewählt. Die Unterstützung des Volkes blieb auch nachdem er 2007 wegen Menschenrechtsverletzungen während seiner Amtszeit verurteilt wurde. 2009 wurde er auch wegen Korruption verurteilt.
Zwischen 2000 und 2021 gab es verschiedene Regierungen und Präsidenten. Mehrere Präsidenten aus dieser Zeit, z. B. Alejandro Toledo, Pedro Pablo Kuczynski, Ollanta Humala und Alan García, wurden auch wegen Korruption angeklagt und einige davon verhaftet. In dieser Zeit hat die Tochter von Fujimori, Keiko Fujimori für die Präsidentschaft ohne Erfolg mehrmals kandidiert. Seit 2017 wurde die Situation instabiler und es gab mehrere Präsidentenwechsel. Pedro Castillo wurde 2021 mit knapper Mehrheit gewählt. Oppositionelle Kräfte, die die Mehrheit im Kongress besitzen, haben versucht sowohl sein Amtsantritt als auch seinen Verbleib als Präsident zu verhindern.

## Chronologie
Francisco Sagasti war Präsident, bis Castillo bei den Parlamentswahlen 2021 gewählt wurde, wobei Fujimori ihre dritte Präsidentschaftskandidatur in Folge verlor. Bei den Wahlen 2021 traten viele Kandidaten auf, die der politischen Rechte zugeordnet werden können, wobei Wirtschaftsgruppen, politische Parteien und die Mehrheit der Medienorganisationen in Peru mit Fujimoris Kampagne zusammenarbeiteten, indem sie bei der Diskussion über politische Gegner an die Angst appellierten. Fujimori erhielt Unterstützung von Limas Elite, evangelikalen Christen, Unternehmen, Medienorganisationen und den Streitkräften. Im Gegensatz dazu wurde Castillo von der Arbeiterklasse und indigenen Peruanern unterstützt, die vom „Centralismo“ betroffen waren. „Centralismo“ ist ein Begriff, der die Akkumulation von Vermögen in den Großstädten des Pazifiks und in den Händen einer kleinen Anzahl von Eliten beschreibt. Castillo erhielt Unterstützung vor allem in Gebieten außerhalb von Lima und anderen Großstädten.
Es gab mehrere Versuche, Castillo am Eintritt in das Präsidentenamt zu verhindern und später ihn zu entmachten, beginnend kurz nach der Feststellung der Wahlergebnisse. Nach Berichten über Castillos offensichtlichen Sieg erhoben Fujimori und ihre Anhänger Behauptungen des Wahlbetrugs und leiteten Bemühungen ein, die Wahl mit Unterstützung der Bürger in Lima zu kippen. Viele Wirtschaftsgruppen und Politiker weigerten sich, Castillos Aufstieg zur Präsidentschaft anzuerkennen. Ehemalige Militärs und wohlhabende Familien, forderten Neuwahlen, fragten nach einem Militärputsch und benutzten Rhetorik, um ihre Betrugsvorwürfe zu untermauern. Rechtsextreme Gruppen ehemaliger Soldaten verbündeten sich auch mit politischen Parteien wie Go on Country – Partei für soziale Integration, Volkskraft und Volkserneuerung, um Castillo abzusetzen. Diese Gruppen richteten Drohungen gegen Regierungsbeamte und Journalisten von Castillo und riefen gleichzeitig zu einem Staatsstreich und Aufstand auf.
Während Castillos Präsidentschaft wurde der Kongress von oppositionellen Parteien dominiert, die sich ihm widersetzten. Der Gesetzgeber versuchte mehrmals, auf politischen Wegen Anklage zu erheben. Aufgrund der weit gefassten Amtsenthebungsformulierung in der Verfassung von Peru (1993) kann der Kongress den Präsidenten aus vagen Gründen der „moralischen Unfähigkeit“ anklagen. Dadurch wird die Legislative mächtiger als die Exekutive. Bis Dezember 2022 hatte der Kongress Anträge auf ein drittes Amtsenthebungsverfahren gegen Castillo eingereicht; Er war an sechs verschiedenen strafrechtlichen Ermittlungen beteiligt und hatte bereits fünf unterschiedliche Kabinette benannt.
Vor dem 7. Dezember 2022 wurde ein Marsch namens „Toma de Lima“ („Einnahme von Lima“) einberufen, ursprünglich ein Treffen auf der Plaza Bolognesi mit dem Ziel, den Kongress zu schließen und ihre Unterstützung für Pedro Castillo auszudrücken. Dieser Marsch wurde von der Nationalversammlung der Völker organisiert, einer mit den Beamten verbundenen Organisation, deren Treffen im November desselben Jahres im Fernsehen übertragen wurde. Die Agrar- und Landfront Perus bestätigte ihre Zusammenarbeit im geplanten Marsch.
Am 7. Dezember 2022 sollte der Kongress einen Misstrauensantrag gegen Castillo stellen und ihn der „dauerhaften moralischen Unfähigkeit“ beschuldigen. Bevor sich die gesetzgebende Körperschaft versammeln konnte, um ihren Antrag einzureichen, kündigte Castillo die Auflösung des Kongresses an und verhängte eine sofortige Ausgangssperre. In seiner Rede erklärte Castillo:

„Die Mehrheit des Kongresses, die die Interessen der großen Monopole und Oligopole verteidigt, hat alles getan, um die Institution der Präsidentschaft zu zerstören ... Die Exekutive hat dem Kongress mehr als 70 Gesetzesvorlagen von nationalem Interesse zugesandt, um den am stärksten gefährdeten Bevölkerungsgruppen zu helfen, wie z. B. die Gasverdichtung, die Schaffung des Ministeriums für Wissenschaft, Technologie und Innovation, den freien Eintritt zu Universitäten, die Zweiten Agrarreform, die Steuerreform, die Reform des Justizsystems, die Beseitigung der subsidiären Wirtschaftstätigkeit des Staatskongresses, die den Präsidenten wegen Hochverrats mit unhaltbaren und absurden Argumenten eines Verfassungsjuristen verfolgen wollten, ... Ohne die geringsten Beweise beschuldigte der Kongress den Präsidenten viele Male Verbrechen, oft basierend auf Behauptungen einer söldnerischen, korrupten und zynischen Presse, die in absoluter Ausschweifung diffamiert und verleumdet. Der Kongress untersucht und sanktioniert jedoch keine Straftaten seiner eigenen Mitglieder. Der Kongress hat die Rechtsstaatlichkeit, die Demokratie, die Gewaltenteilung und das Kräfteverhältnis zerstört, indem er die Verfassung durch gewöhnliche Gesetze geändert hat, um die Exekutive zu zerstören und eine Kongressdiktatur mit der Billigung des Verfassungsgerichts zu errichten, wie sie selbst sagen. ... Die folgenden Maßnahmen werden diktiert: den Kongress der Republik vorübergehend aufzulösen und eine außergewöhnliche Notstandsregierung einzusetzen. Es werden Wahlen für einen neuen Kongress mit verfassungsgebenden Befugnissen einberufen, um innerhalb von höchstens neun Monaten eine neue Verfassung auszuarbeiten.“

Augenblicke nach Castillos Rede traten mehrere Minister aus seiner Regierung zurück, darunter Premierministerin Betssy Chávez. Das Verfassungsgericht veröffentlichte eine Erklärung: „Niemand schuldet einer usurpierenden Regierung Gehorsam, und Herr Pedro Castillo hat einen ineffektiven Coup d'état durchgeführt. Die Streitkräfte sind befugt, die verfassungsmäßige Ordnung wiederherzustellen.“ Die Streitkräfte gaben auch eine Erklärung ab, in der sie Castillos Handlungen ablehnten und die Aufrechterhaltung der Stabilität in Peru forderten. Der Kongress lehnte Castillos Maßnahmen zur Auflösung der gesetzgebenden Körperschaft, die von vielen Seiten „Selbstputschversuch“ genannt wurden, ab und versammelte sich und stimmte dafür, Castillo wegen „moralischer Unfähigkeit“ mit 101 Ja-Stimmen, 6 Nein-Stimmen und 10 Enthaltungen aus dem Amt zu entfernen. Es wurde bekannt gegeben, dass die erste Vizepräsidentin Dina Boluarte, die Castillos Handlungen ablehnte, ihren Amtseid für die Präsidentschaft bei 3: 00 pm PET ablegen würde. Castillos Vizepräsidentin Dina Boluarte betrat kurz nach 3:00 Uhr PET den Legislativpalast und erschien vor dem Kongress, wo sie später als Präsidentin von Peru vereidigt wurde.
Nach dem Scheitern von Castillos Maßnahmen, seine Verhaftung und der anschließenden Vakanz durch den Kongress der Republik nahmen die Demonstrationen zu. Einige der ersten Demonstrationen fanden ab dem 7. Dezember in der „Toma de Lima“, in Cuzco, Arequipa und in Puno statt.
Die Demonstranten bestehen aus unabhängigen Gruppen. Rondas campesinas, bewaffnete Bauernpatrouillen, die früher Gemeinden vor der linken Guerillagruppe Leuchtender Pfad verteidigten, schlossen sich ebenfalls den Protesten an. Die Confederación General de Trabajadores del Perú (CGTP), die größte Gewerkschaft in Peru, forderte ebenfalls den Rücktritt der Exekutive und des Kongresses. In Arequipa erhielten sie Unterstützung von Gewerkschaften wie der Arequipa Department Federation of Workers, die Zivilbaugewerkschaft, und das Nationale Front der Transporter und Fahrer von Peru. Sie hatten auch Unterstützung des Präsidenten der Vereinigten Verteidigungsfront gegen die Kontamination des Coata-Beckens und des Titicacasees.
Am 10. Dezember kam es zu gewalttätigen Auseinandersetzungen zwischen Gemeindemitgliedern und Bewohnern von Andahuaylas gegen Polizeibeamte. Mit 3.000 Teilnehmern nahmen die Demonstranten am Nachmittag 2 Polizisten als Geiseln und forderten einen „Gefangenenaustausch“. Vor diesem Hintergrund zog eine Division von Spezialeinheiten aus Abancay der PNP nach Andahuaylas und kam in einem kleinen Flugzeug an. Stunden nach den Entführungen ließen die Demonstranten die Polizisten frei und zahlreiche soziale Organisationen aus dem Departement Apurimac erklärten einen „Volksaufstand“ und rufen auf einen regionalen Streik ab Montag, dem 12. Dezember, auf. In der Stadt kam es zu Zusammenstößen zwischen Demonstranten und der Polizei; zwei Demonstranten im Alter von 15 und 18 Jahren wurden durch Schüsse der Polizei aus einem Hubschrauber getötet, vier weitere wurden verletzt, einer davon schwer. Präsidentin Boluarte reagierte auf Dissens, indem sie 26 von Castillo nominierte Regionalpräfekten aus ihren Ämtern entfernte. Laut einem Bericht von Amnesty International wurden bis 16. Februar 60 Menschen getötet, 59 Protestierenden (48 durch staatliche Gewalt, 11 bei Straßenblockaden) und ein Polizist. 12 von diesen Fällen wurden bisher ausführlich dokumentiert. Die Gewalt richtet sich vor allem gegen die indigene Bevölkerung. Manche Ermordungen haben Merkmale von gezielten Exekutionen. Protestierende wurden diffamiert und manchmal möglicherweise mit gefälschtem Material beschuldigt. Ein Ausnahmezustand[43] und Ausgangssperren[46] wurden von der Boluarte-Regierung eingesetzt, um weitere Unruhen zu verhindern. Laut dem Bericht von Amnesty International könnte dies zu einer Erhöhung der staatlichen Gewalt führen, weil dadurch die Straflosigkeit der Streitkräften erleichtert wird. Es ist unklar, ob die Regierung von Boluarte von der Verfassung legitimiert ist. Eine der Hauptforderung der Proteste ist die Auflösung der nicht gewählten Regierung und der Aufruf von Wahlen unter internationaler Beobachtung vor dem Ende 2023, eine weitere eine neue Verfassung durch eine verfassunggebende Versammlung. Der Kongress lehnte vorgezogene Wahlen im Jahr 2023 ab. Der Vorschlag wurde noch einmal am 2. Februar vom Kongress abgelehnt.
Der ehemalige Präsident Castillo wurde zu 18 Monaten Untersuchungshaft verurteilt. Laut seiner Aussagen sei die Regierung der Vereinigten Staaten für die Gewalt in Peru verantwortlich. Die US-Botschafterin hat Präsidentin Boluarte im Dezember besucht. Der verhaftete ehemalige Präsident erklärte seinen Aufruf zur Auflösung des Kongresses, der zu seiner Inhaftierung führte, als Reaktion auf eine seines Erachtens weitere Einmischung der US-Regierung in der Politik Perus: „Der Besuch der US-Botschafterin im Regierungspalast war weder kostenlos noch zugunsten des Landes. Sie sollte den Befehl geben, die Truppen auf die Straße zu bringen und mein wehrloses Volk zu massakrieren und übrigens den Weg für Bergbaubetriebe frei machen, ... Die peruanische Presse wird darüber nicht nur schweigen, sondern es leichtfertig leugnen.“ Präsidentin Boluarte hingegen spricht von terroristischen Gruppen aus Bolivien, die zuständig für die Aufrühre seien:

„Los hermanos y las hermanas que salen a protestar están siendo chantajeados, si no vas a marchar te vamos a quemar tu casa, te vamos a cerrar tu puesto, no podemos estar llegando al chantaje, esta no es una protesta pacífica“

„Die Brüder und Schwestern, die protestieren, werden erpresst. Sie werden bedroht, dass ihre Häuser niedergebrannt werden und dass sie ihre Posten verlieren, wenn Sie nicht marschieren. Wir dürfen uns nicht erpressen lassen, dies ist kein friedlicher Protest“

Für beide Positionen fehlen bisher ausreichende Beweise.